# Kuurne-Bruxelas-Kuurne de 2019
A 71.ª edição da clássica ciclista Kuurne-Bruxelas-Kuurne foi uma carreira na Bélgica que se celebrou a 3 de março de 2019 sobre um percurso de 201,1 quilómetros com início e final na cidade de Kuurne.
A carreira fez parte do UCI Europe Tour de 2019, dentro da categoria 1.hc. O vencedor foi o luxemburguês Bob Jungels da Deceuninck-Quick Step seguido do britânico Owain Doull da Sky e o neerlandês Niki Terpstra da Direct Énergie.

## Equipas participantes
Tomaram parte na carreira 25 equipas: 17 de categoria UCI WorldTeam; e 8 de categoria Profissional Continental. Formando assim um pelotão de 171 ciclistas dos que acabaram 69. As equipas participantes foram:
| Equipes WorldTeam (17)- AG2R La Mondiale - Astana - Bahrain-Merida - Bora-hansgrohe - CCC Team - Deceuninck-Quick Step - Dimension Data - EF Education First - Groupama-FDJ - Team Jumbo-Visma - Katusha-Alpecin - Lotto Soudal - Mitchelton-Scott - Movistar Team - Sky - Trek-Segafredo - UAE Team Emirates Equipes profissionais Continentais (8)- Arkéa-Samsic - Cofidis, Solutions Crédits - Direct Énergie - Israel Cycling Academy - Roompot-Charles - Sport Vlaanderen-Baloise - Vital Concept-B&B Hotels - Wanty-Groupe Gobert |
| |

## Classificação final
- As classificações finalizaram da seguinte forma:[3]

| \| Classificação geral \| Classificação geral \| Classificação geral \| Classificação geral \| Classificação geral \| \| Ciclista \| Ciclista \| Equipe \| Tempo \| \| \| ------------------- \| ------------------- \| --------------------- \| ------------------- \| ------------------- \| \| 1. \| Bob Jungels \| Deceuninck-Quick Step \| 4h42m54s \| \| \| 2. \| Owain Doull \| Team Sky \| + 12s \| \| \| 3. \| Niki Terpstra \| Direct Énergie \| + 12s \| \| \| 4. \| Dylan Groenewegen \| Team Jumbo-Visma \| + 12s \| \| \| 5. \| Yves Lampaert \| Deceuninck-Quick Step \| + 12s \| \| \| 6. \| Florian Sénéchal \| Deceuninck-Quick Step \| + 12s \| \| \| 7. \| Jens Keukeleire \| Lotto-Soudal \| + 12s \| \| \| 8. \| André Greipel \| Arkéa-Samsic \| + 12s \| \| \| 9. \| Jasper De Buyst \| Lotto-Soudal \| + 12s \| \| \| 10. \| Carlos Barbero \| Movistar Team \| + 12s \| \| |                   |                       |          |
| |                   |                       |          |
| Fonte: ProCyclingStats |                   |                       |          |
| Classificação geral |                   |                       |          |
| Ciclista | Ciclista          | Equipe                | Tempo    |
| 1. | Bob Jungels       | Deceuninck-Quick Step | 4h42m54s |
| 2. | Owain Doull       | Team Sky              | + 12s    |
| 3. | Niki Terpstra     | Direct Énergie        | + 12s    |
| 4. | Dylan Groenewegen | Team Jumbo-Visma      | + 12s    |
| 5. | Yves Lampaert     | Deceuninck-Quick Step | + 12s    |
| 6. | Florian Sénéchal  | Deceuninck-Quick Step | + 12s    |
| 7. | Jens Keukeleire   | Lotto-Soudal          | + 12s    |
| 8. | André Greipel     | Arkéa-Samsic          | + 12s    |
| 9. | Jasper De Buyst   | Lotto-Soudal          | + 12s    |
| 10. | Carlos Barbero    | Movistar Team         | + 12s    |

## UCI World Ranking
A Kuurne-Bruxelas-Kuurne outorgou pontos para o UCI World Ranking para corredores das equipas nas categorias UCI WorldTeam, Profissional Continental e Equipas Continentais. A seguinte tabela são o barómetro de pontuação e os 10 corredores que obtiveram mais pontos:
| Posição             | 1.º | 2.º | 3.º | 4.º | 5.º | 6.º | 7.º | 8.º | 9.º | 10.º | 11.º | 12.º | 13.º | 14.º | 15.º | 16.º-29.º | 31.º-40.º |
| Classificação geral | 200 | 150 | 125 | 100 | 85  | 70  | 60  | 50  | 40  | 35   | 30   | 25   | 20   | 15   | 10   | 5         | 3         |

| Classificação |                   |                       |       |
| Posição       | Ciclista          | Equipa                | Geral |
| ------------- | ----------------- | --------------------- | ----- |
| 1.º           | Bob Jungels       | Deceuninck-Quick Step | 200   |
| 2.º           | Owain Doull       | Sky                   | 150   |
| 3.º           | Niki Terpstra     | Direct Énergie        | 125   |
| 4.º           | Dylan Groenewegen | Jumbo-Visma           | 100   |
| 5.º           | Yves Lampaert     | Deceuninck-Quick Step | 85    |
| 6.º           | Florian Sénéchal  | Deceuninck-Quick Step | 70    |
| 7.º           | Jens Keukeleire   | Lotto Soudal          | 60    |
| 8.º           | André Greipel     | Arkéa Samsic          | 50    |
| 9.º           | Jasper De Buyst   | Lotto Soudal          | 40    |
| 10.º          | Carlos Barbero    | Movistar              | 35    |